# Peter Stämpfli

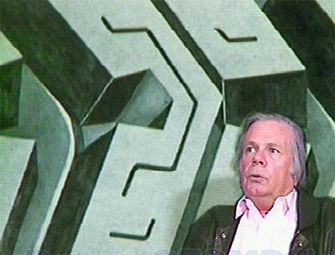
Peter Stämpfli, 1995

Peter Stämpfli (* 3. Juli 1937 in Deisswil bei Münchenbuchsee) ist ein Schweizer Maler, Zeichner, Grafiker, Bildhauer, Environment-, Installations-, Filmkünstler.

## Leben und Wirken
Peter Stämpfli besuchte von 1954 bis 1956 die Kunstgewerbeschule Biel und anschliessend bis 1958 die Malschule von Max von Mühlenen in Bern. In einer Ausstellung der Berner Kunsthalle 1958 lernte er die Kunst der jungen US-amerikanischen abstrakten Maler Franz Kline, Jackson Pollock und Mark Rothko kennen.
1959 übersiedelte er nach Paris, wo er sich ein Atelier im Bateau-Lavoir auf dem Montmarte einrichtet. Stämpfli befreundete sich mit Künstlern des Abstrakten Expressionismus und malt Bilder, die von jenen Pollocks kaum zu unterscheiden sind. Unzufrieden mit seinen Werken, suchte er nach neuen Ausdrucksmöglichkeiten und fand sie auf den Plakatwänden der Pariser Metro: Die Werbeplakate begeisterten den jungen Künstler durch Qualitäten, die er für sein Werk nutzen will.
Auf der Biennale de Paris von 1963, an der Stämpfli die Schweiz vertrat, zeigte er zum ersten Mal seine Bilder und präsentierte sich als Vertreter der neuen Kunstrichtung Pop Art. 1961 heirateten Peter Spämpfli und die Spanierin Anna-Maria Torellò und zogen gemeinsam in eine Atelierwohnung an der Rue Notre Dame de Lorette.
Ab 1965 kristallisierte sich das Auto als zentrales Motiv in Stämpflis Schaffen heraus, wobei er sich immer stärker ausschnitthaft auf die Autoreifen konzentrierte. Diese Werke der 1960er Jahre zeigen deutlich seine Affinität zur zeitgenössischen Pop Art. Die für den Betrachter noch stets als Autoreifen erkennbare Form reduzierte sich in den folgenden Jahren auf musterartige, zum Teil raumgreifend auf dem Boden oder als Wandbild installierte Strukturen. Zickzacklinien oder ähnliche typische Reifenprofile wurden als extreme ausschnitthafte Close-ups zu stark abstrahierten, minimalistischen Kompositionen die mal Grau in Grau, mal in leuchtenden Farben mit kräftigen Kontrasten erscheinen. Das reale figurative Ausgangsmotiv des Autoreifens verwandelt sich in Stämpfli Arbeiten in ein Kompositionselement zur Inszenierung komplexer, zum Teil zeichenhaft anmutender Bild-Raum-Strukturen. Dieses Darstellungsprinzip überführt er auch in monumentale Wandmalereien im öffentlichen Raum, in Glasmalereien für sakrale Räume und in an Fahnenmasten aufgezogene Flaggen. 

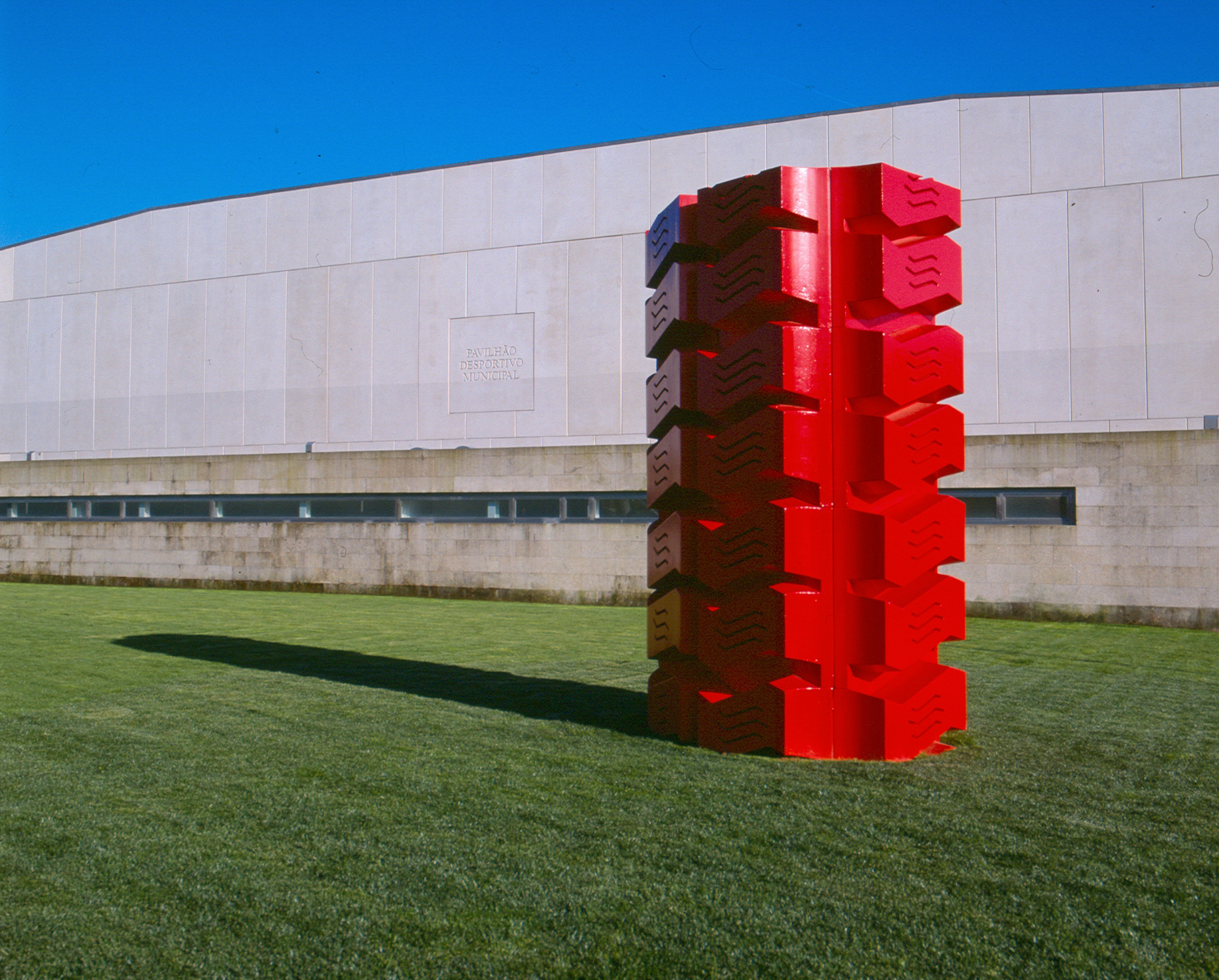
Peter Stämpfli, ohne Titel, 2004

1967 repräsentierte Stämpfli zusammen mit Andreas Christen die Schweiz auf der Biennale von São Paulo und 1970 bespielte er zusamme mit Walter Vögeli den Schweizer Pavillon auf der Biennale von Venedig. Seither fanden zahlreiche Einzel- und Gruppenausstellungen im In- und Ausland statt. 1980 wurden seine Arbeiten im Centre Pompidou in Paris ausgestellt, 1982 im Aargauer Kunsthaus. Retrospektive Einzelausstellungen widmeten ihm das Musée des Beaux-Arts in Dôle 1994, das Musée d’art et d’histoire de Fribourg 1999 sowie die Galerie Jeu de Paume in Paris im Jahr 2002.
Seit 2003 entstehen zahlreiche vollplastische und stelenartige Skulpturen, die das malerisch verfremdete Motiv der Reifenprofile gleichsam wieder in ein dreidimensionales Objekt zurückverwandeln. Peter Stämpfli gestaltet auch Druckgrafiken und experimentelle Kurzfilme.

## Sammlungen und Museen
Werke von Peter Stämpfli finden sich in folgenden Sammlungen und Museen:
- Museum of Modern Art, New York
- Aargauer Kunsthaus, Aarau
- Kunstmuseum Bern
- CAPC MAC, Bordeaux
- Lieu d'art et action contemporaine de Dunkerque
- Museu Coleção Berardo, Lissabon
- Centre Pompidou, Paris

## Ausstellungen (Auswahl)
- 1966: Galerie Rive Droite, Paris
- – : Galerie Bischofberger, Zürich
- 1968: Instituto Torcuato Di Tella, Buenos Aires
- 1972: Palais des Beaux-Arts de Bruxelles
- 1974: Museum Galliéra, Paris
- 1980: Centre Pompidou, Paris
- 1982: Galerie Maeght, Zürich
- – : Aargauer Kunsthaus, Aarau
- – : Galerie Sapone, Nizza
- 1985: Middelheim Biennale, Antwerpen
- – : Dinge des Menschen. Kunsthalle Recklinghausen
- 2002: Jeu de Paume, Paris
- 2011: Davide Cascio und Peter Stämpfli: James Bond & Pin-Ups. Kunstmuseum Thun
- 2017: Swiss Pop Art. Aargauer Kunsthaus, Aarau

## Veröffentlichungen (Auswahl)
- Helen Hirsch (Hrsg.): Davide Cascio und Peter Stämpfli: James Bond & Pin-Ups. Verlag für moderne Kunst, Nürnberg 2011, ISBN 978-3-86984-234-9.